# هیتبرگن
هیتبرگن (به آلمانی: Hittbergen) یک شهر در آلمان است که در Lüneburg واقع شده‌است. هیتبرگن  ۸۵۹ نفر جمعیت دارد.